# Деталь машини
Дета́ль маши́ни (деталь) — виріб, виготовлений з однорідного за найменуванням і маркою матеріалу без використання складальних операцій, складова частина механізму, машини і т. ін.
Дета́ль — виріб, що його виготовляють із матеріалу одної марки, не виконуючи складальних операцій.

## Приклади
Наприклад: валик з одного шматка металу, литий корпус; пластина з біметалевого аркуша; друкована плата; маховичок із пластмаси (без арматури); відрізок кабелю або проводу заданої довжини, а також ці ж вироби з покриттями (захисними або декоративними), незалежно від виду, товщини і призначення покриття, або виготовлені із застосуванням місцевого зварювання, паяння, склеювання, зшивання тощо, наприклад: гвинт із хромуванням; трубка, спаяна чи зварена з одного шматка листового матеріалу; коробка, склеєна з одного шматка картону.
В окремих випадках (зокрема в курсі «Деталі машин») під  розуміють елемент машини, що являє собою одне ціле і не може бути розібраним на простіші складові без руйнування.

## Класифікація
Усі деталі, з яких складаються машини, умовно можна поділити на декілька груп:
- несні та напрямні деталі (станини, основи, плити, рами, консолі, корпуси тощо);
- деталі для підтримування деталей, що здійснюють обертальний рух (корпуси ротаційних машин — турбін, насосів, електродвигунів, корпуси редукторів, коробок передач, варіаторів);
- деталі для забезпечення обертового руху предметів оброблення (шпинделі, опори, планшайби, столи, обертові колони тощо);
- деталі для забезпечення передавання руху та зусиль (моментів) (вали, зубчасті колеса, зірочки, шківи, муфти тощо);
- пружні елементи (ресори, пружини, подушки, гумові деталі різного призначення тощо);
- захисні деталі (кожухи, екрани, козирки тощо).

Окрему групу складають так звані нормалізовані деталі, які виготовляються на спеціалізованих підприємствах: підшипники кочення, кріпильні деталі (болти, гвинти, гайки, шпонки) та багато інших.
З точки зору застосовності і поширення в машинобудуванні деталі можна розділити на групи:
- 'базові  — це деталі, що виготовляються відповідно до державних, галузевих стандартів або стандартів підприємства;
- уніфіковані  — це деталі, запозичені з іншого виробу, тобто раніше спроєктовані як оригінальні;
- оригінальні  — деталі конструюють для певної машини і вони, як правило, раніше не проєктувались і не виготовлялись.